# Northgate (Seattle)
Pour les articles homonymes, voir Northgate.
Northgate est un quartier de la ville de Seattle, dans l'État de Washington aux États-Unis.
Le nom du quartier vient du centre commercial Northgate Station (en), l'un des premiers centres commerciaux modernes couverts aux États-Unis.